# Cryphidium leucocoleum
Cryphidium leucocoleum är en bladmossart som beskrevs av Georg Friedrich von Jaeger 1876. Cryphidium leucocoleum ingår i släktet Cryphidium och familjen Cryphaeaceae. Inga underarter finns listade i Catalogue of Life.